# 卡希讷格尔
卡希讷格尔（Kashinagara），是印度奥里萨邦格杰伯蒂县的一个城镇。总人口9,782（2001年）。

## 人口
该地2001年总人口9,782人，其中男性4,780人，女性5,002人；0—6岁人口1,293人，其中男680人，女613人；识字率43.17%，其中男性为53.26%，女性为33.53%。